# Гендерсон-Пойнт (Міссісіпі)
Гендерсон-Пойнт (англ. Henderson Point) — переписна місцевість (CDP) в США, в окрузі Гаррісон штату Міссісіпі. Населення — 232 особи (2020).

## Географія
Гендерсон-Пойнт розташований за координатами 30°18′50″ пн. ш. 89°17′10″ зх. д. / 30.31389° пн. ш. 89.28611° зх. д. (30.313959, -89.286165).  За даними Бюро перепису населення США в 2010 році переписна місцевість мала площу 3,00 км², з яких 2,74 км² — суходіл та 0,26 км² — водойми.

## Демографія
Згідно з переписом 2010 року, у переписній місцевості мешкало 170 осіб у 79 домогосподарствах у складі 57 родин. Густота населення становила 57 осіб/км².  Було 209 помешкань (70/км²).
Расовий склад населення:
| - 95,3 % — білих - 2,9 % — чорних або афроамериканців |

До двох чи більше рас належало 1,2 %. Частка іспаномовних становила 0,6 % від усіх жителів.
За віковим діапазоном населення розподілялося таким чином: 11,8 % — особи молодші 18 років, 64,7 % — особи у віці 18—64 років, 23,5 % — особи у віці 65 років та старші. Медіана віку мешканця становила 55,5 року. На 100 осіб жіночої статі у переписній місцевості припадало 93,2 чоловіків;  на 100 жінок у віці від 18 років та старших — 100,0 чоловіків також старших 18 років.
За межею бідності перебувало 7,1 % осіб, у тому числі 0,0 % дітей у віці до 18 років та 0,0 % осіб у віці 65 років та старших.
Цивільне працевлаштоване населення становило 20 осіб. Основні галузі зайнятості: науковці, спеціалісти, менеджери — 60,0 %.